# Otto Eisler
Otto Eisler (1. června 1893, Bystřice nad Pernštejnem – 27. července 1968, Brno) byl český židovský architekt, který patřil k brněnské meziválečné avantgardě.
Jeden z pozapomenutých brněnských architektů. Vystudoval Německou vysokou školu technickou v Brně a poté pracoval pro stavební firmu svého bratra. Projektoval převážně činžovní a rodinné domy. Po válce, během které byl internován v koncentračním táboře Osvětim, se vrátil do Brna. Jeho poslední prací byly pavilony pro brněnskou zoologickou zahradu.

## Život
Narodil se v Bystřici nad Pernštejnem, kde jeho rodiče vlastnili menší hospodářství. Otec, Theodor Eisler, ale v roce 1896 zemřel a matka Arnoštka se i s pěti syny odstěhovala do Brna. Tady Otto Eisler navštěvoval českou obecnou školu (1899–1904), I. c. k. Českou státní reálku na Antonínské ulici (1904–1912), a poté studoval architekturu na Německé vysoké škole technické. V době první světové války studia na čtyři roky přerušil (patrně kvůli vojenské službě). Školu dokončil v roce 1922. Po krátkém pobytu mimo Brno (pravděpodobně ve Výmaru a Vídni) se vrátil domů a otevřel si projekční kancelář.
Po okupaci ČR v roce 1939 byl zatčen a šest týdnů vězněn gestapem na Špilberku. Po propuštění uprchl s bratrem Hugem (1884–1944) a švagrovou do Norska. Když bylo Norsko okupováno, pokusil se přejít hranici do Švédska, ale byl postřelen a uvězněn. Z Osla byl odvlečen do tábora Konsvinger, a později přes tábory v Grini, Vratislav a Osvětimi do koncentračního tábora Buchenwald, kde se 11. dubna 1945 dočkal příchodu americké armády. Věznění v Osvětimi nepřežili jeho bratři Leo a Artur. 
Po návratu do Brna se v roce 1946 oženil se svojí sestřenicí Gertrudou Kenderovou. Až do roku 1950 pracoval samostatně, poté se stal externím zaměstnancem Botanické zahrady Masarykovy univerzity (později Univerzity J. E. Purkyně) v Brně. V letech 1950–1953 byl předsedou Družstva pro zřízení zoologické zahrady v Brně.
Otto Eisler zemřel 27. července 1968 v Brně.

## Styl
Stylově se dá Otto Eisler zařadit do skupiny brněnských židovských architektů, kteří rozvíjeli formu středoevropského puristického funkcionalismu s vídeňskými kořeny. Spolu s Eislerem mezi ně patřili např. Sikmund Kerekes, Heinrich Blum či Ernst Wiesner. Pro Eislera je navíc typická racionalita a praktičnost jeho návrhů. Tento přístup pramenil z toho, že hlavním zájmem Otto Eislera byla idea moderního obytného domu pro střední třídu, kde se oceňovala především jasná konstrukce, solidní technologické zpracování a nízké ekonomické náklady. Dalším charakteristickým znakem jeho tvorby se stalo používání typizovaných prvků (např. oken), což pramenilo z architektovy přirozené vazby na rodinné podniky bratří Eislerů.

## Podniky bratří Eislerů
Větší část tvorby Otto Eislera byla determinována jeho spoluprací s podniky jeho bratří, které se ujaly realizací prakticky všech jeho staveb. Už v roce 1919 založil nejstarší z bratří Eislerů Artur v Brně svůj stavební podnik, který se brzy stal jedním z největších (v době největšího rozmachu zaměstnával přes tisíc pracovníků) v Brně. Arturův podnik zařizoval stavbu některých klíčových staveb brněnského funkcionalismu jako jsou palác Morava od Ernsta Wiesnera, hotel Avion Bohuslava Fuchse či vrcholnou stavbu tohoto období, vilu Tugendhat Miese van de Rohe. V roce 1922 zahájily činnost Dřevařské stavební podniky dalšího z bratrů – Huga. Oba podniky spolu logicky úzce spolupracovaly a stejně samozřejmě využívaly pro návrhy svých staveb Otto Eislera, který dokonce v roce 1930 vstoupil do stavebního podniku kapitálově. Během druhé světové války zemřeli jak Artur, tak Hugo Eisler. Po osvobození převzal správu Arturova stavebního podniku Mořic Eisler a do čela Dřevařských stavebních podniků se postavil Otto Eisler. Oba podniky byly po roce 1948 znárodněny.

## Významné realizace v Brně

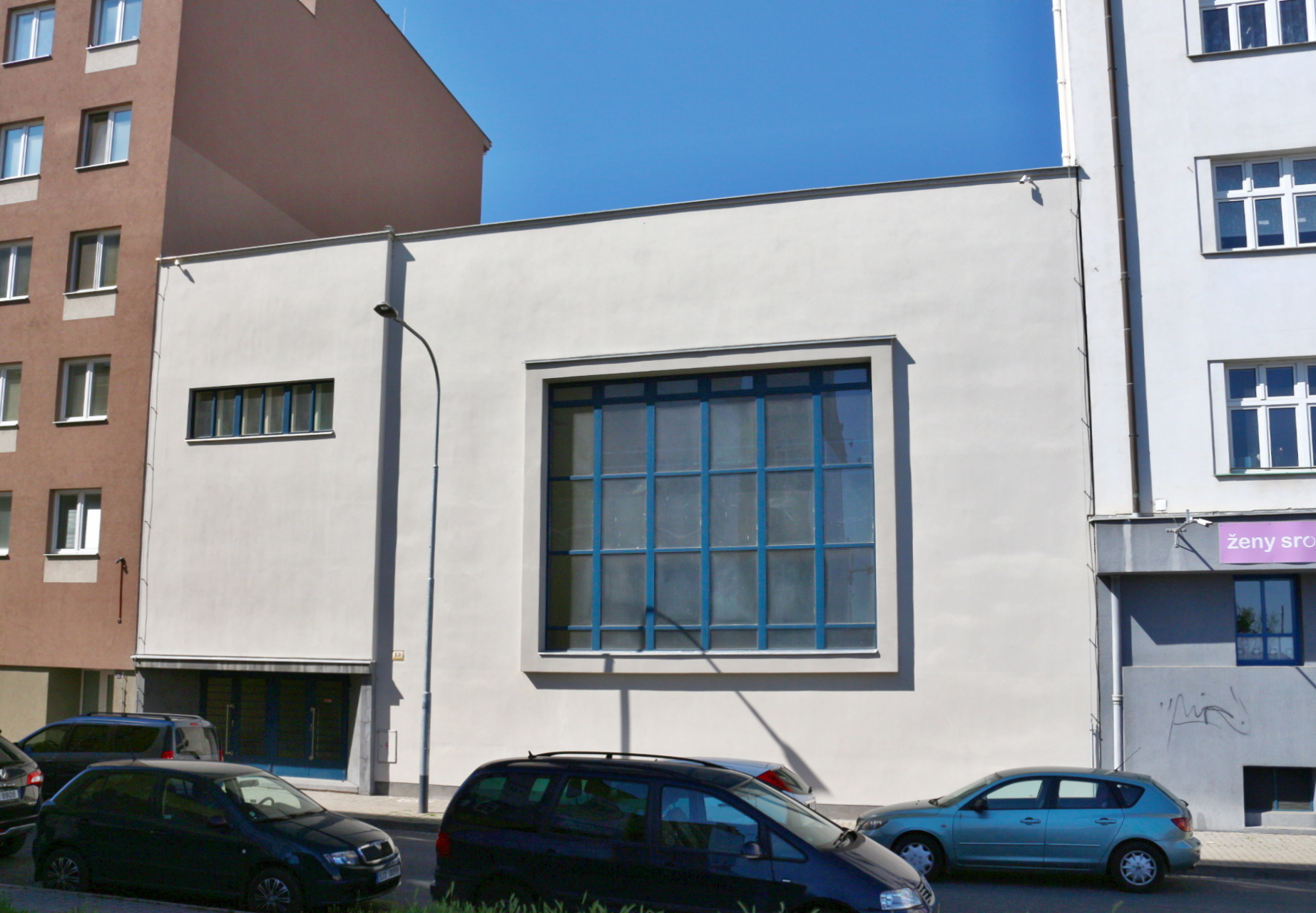
Synagoga Agudas achim

- Rodinný dvojdům, Lipová 29 a 41, 1927
- Administrativní a obytný dům s obchody, Běhounská 10, 1928
- Vlastní rodinný dům (Dům pro dva mládence), Neumannova 10, 1930
- Obchodní a obytný dům, Masarykova 19–21 a Orlí 2, 1931
- Nájemní dům, Údolní 72, 1932
- Obchodní a bytový dům JEPA, nám. Svobody 9, 1933
- Nájemní domy, Cejl 55–57, 1935
- Nájemní dům, Botanická 6, 1935
- Nájemní dům s obchody, Cejl 4–6, 1936
- Obytný dům, Kamenomlýnská 14, 1936
- Synagoga Agudas achim, Skořepka 13, 1936
- Nájemní dům s obchody, Novobranská 8–10 a 12, 1937
- Rodinný dům, Barvičova 72, 1947–8
- Různé stavby a objekty, ZOO Brno, Bystrc, 1949–1966